# Rafael Albaicín
Rafael Albaicín (eigentlich Ignacio Rafael García Escudero; * 5. Juni 1919 in Madrid; † 3. September 1981 ebenda) war ein spanischer Stierkämpfer und Schauspieler.

## Leben
Rafael García Escudero genoss eine humanistische Erziehung und spielte Klavier und Violine. Er beherrschte Französisch und Englisch und bereiste in seiner Jugend Holland, Frankreich und Belgien. Seine berufliche Karriere begann er als Komponist und Kostümbildner für Stierkämpfe, bevor er selbst als Rafael Albaicín in den Ring stieg und nach seinem Debüt am 22. Mai in Logroño bis 1948 als Torero Erfolge erzielte, wobei die Presse immer wieder seine Zugehörigkeit zu den Gitanos herausstellte. Danach wandte er sich der Schauspielerei zu und trat in vielen Charakterrollen, darunter zahlreiche in Italowestern, auf.

## Filmografie (Auswahl)
- 1953: Die Liebe vom Zigeuner stammt (Carmen proibita)
- 1962: Bis aufs Blut (Tierra brutal)
- 1962: Kadmos – Tyrann von Theben (Arrivano i titani)
- 1963: Relevo para un pistolero
- 1963: Sherherazade (Shéhérazade)
- 1964: Höllenfahrt nach Golden City (Fuerte perdido)
- 1964: Die hundert Ritter (I cento cavalieri)
- 1964: El secreto del capitán O’Hara
- 1965: 100.000 Dollar für Ringo (100.000 dollari per Ringo)
- 1965: Per un pugno nell’occhio
- 1965: Sancho – dich küßt der Tod (Sette magnifiche pistole)
- 1965: Vergeltung am Wichita-Paß (Gli eroi di Fort Worth)
- 1966: Django
- 1966: La grande notte di Ringo
- 1966: Im Netz der goldenen Spinne (Missione speciale Lady Chaplin)
- 1966: Kopfgeld: Ein Dollar (Navajo Joe)
- 1967: Django – unersättlich wie der Satan (Un hombre vino a matar)
- 1967: Das Haus der tausend Freuden
- 1967: Die schmutzigen Dreizehn (Quindici forche per un assassino)
- 1968: Killer adios (Killer adios)
- 1970: Arriva Garringo (Reza por tu alma… y muere)
- 1970: El Condor
- 1971: El bandido Malpelo
- 1972: Bete, Amigo! (Che c'entriamo noi con la rivoluzione?)
- 1972: Hai sbagliato… dovevi uccidermi subito!
- 1973: Todeskreis Libelle (Una libélula para cada muerto)
- 1973: Unter tödlicher Sonne (Charley One-Eye)
- 1974: Fantasma en el Oeste
- 1974: Zwei wie Pech und Schwefel (…Altrimenti ci arrabbiamo!)
- 1975: Stetson – Drei Halunken erster Klasse (Il Bianco il Giallo il Nero)
- 1975: Zwei linke Brüder auf dem Weg zur Hölle (Storia di arcieri, pugni e occhi neri)
- 1978: Amore, piombo e furore
- 1981: Alles fliegt dir um die Ohren (Comin' at ya!)